# Liste der Metropoliten und Patriarchen von Moskau
Die Liste der Metropoliten und Patriarchen von Moskau enthält die Oberhäupter des orthodoxen Patriarchats von Moskau sowie die Metropoliten und Vorsteher des Heiligen Synods und ihre Amtszeiten.

## Metropoliten

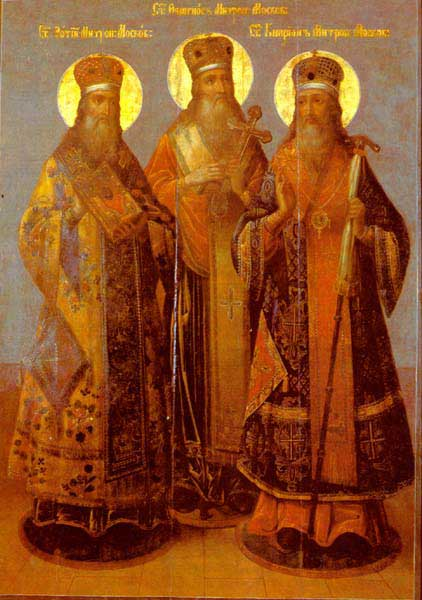
Ikonenmalerei aus dem 14. Jahrhundert mit den drei Metropoliten Photios, Theognostos und Kiprian

- Maximus (1283–1305)
- Peter (1308–1326)
- Theognostos (1328–1353)
- Alexius (1354–1378)
- Kiprian (1381–1382), (1390–1406)
- Pimen (1382–1384)
- Dionysius I. (1384–1385)
- Photius (1408–1431)
- Gerasim (1433–1435)
- Isidor (1437–1441)
- Jonas (1448–1461)
- Theodosius (1461–1464)
- Philipp I. (1464–1473)
- Gerontius (1473–1489)
- Zosimus (1490–1494)
- Simon (1495–1511)
- Warlaam (1511–1521)
- Daniel (1522–1539)
- Joasaphus (1539–1542)
- Macarius (1542–1563)
- Athanasius (1564–1566)
- German (1566)
- Philipp II. (1566–1568)
- Kyrill (1568–1572)
- Anton (1572–1581)
- Dionysius II. (1581–1587)

## Patriarchen
- Jove (1589–1605)
- Ignatius (1605–1606)
- Hermogenus (1606–1612)
- Philaret (1619–1633)
- Joasaphus I. (1634–1642)
- Joseph (1642–1652)
- Nikon (1652–1658)
- Pitirim von Krutizy, Koadjutor (1658–1667)
- Joasaphus II. (1667–1672)
- Pitirim von Krutizy (1672–1673)
- Joachim (1674–1690)
- Adrian I. (1690–1700)
- Stefan von Rjasan, Koadjutor (1700–1721)

## Oberprokuratoren des Heiligen Synod
- Joseph (1742–1745)
- Plato I. (1745–1754)
- Hilarion von Krutizy, Koadjutor (1754–1757)
- Timotheus (1757–1767)
- Ambrosius (1768–1771)
- Samuel von Krutizy, Koadjutor (1771–1775)
- Plato II. (1775–1811)
- Augustin (1811–1819)
- Serafim (1819–1821)
- Philaret (Drosdow) (1821–1867)
- Innozenz (1868–1879)
- Macarius I. (1879–1882)
- Joannicius (1882–1891)
- Leontius (1891–1893)
- Sergius (1893–1898)
- Wladimir (1898–1912)
- Macarius II. (1912–1917)
- Platon (1917)

## Patriarchen
- Tichon (1917–1925)
- Peter von Krutizy, Koadjutor (1925)
- Sergius von Nischni Nowgorod, Koadjutor (1925–1943), als Patriarch Sergius I. (1943–1944)
- Alexius I. (1945–1970)
- Pimen I. (1971–1990)
- Alexius II. (1990–2008)
- Kyrill I. (seit 2009)

Die Bezeichnung Koadjutor steht als Synonym für Patriarchatsverweser.